# Ronan Larvor
Ronan Larvor, né le 7 avril 1958 à Douarnenez, est journaliste au quotidien régional Le Télégramme.

## Publications
- Douarnenez, le peuple de la baie, éditions Coop Breizh, 2015.
Mention de l'Académie de Marine. Octobre 2017.
- Bretons des Kerguelen, éditions Yoran Embanner, 2011. Prix Bernard Moitessier. Le Bono. 2012.
- Glaziked pouldregad, 50 ans d'histoire, éditions Ulamir, textes de Ronan Larvor et Pierre le Friant, 1996.
- La question bretonne enquête sur les mouvements politiques bretons (avec Erwan Chartier, illustré par Malo Louarn), An Here, 2002
Les auteurs, journalistes, ont rencontré plus d’une cinquantaine de militants bretons, de l’extrême gauche à l’extrême droite, mettant en lumière leurs revendications et leur parcours politique ou personnel
- La France éclatée : régionalisme, autonomisme, indépendantisme, illustré par Malo Louarn, Coop Breizh, 2004.